# П'ятихатська міська рада
П'ятиха́тська міська́ ра́да — адміністративно-територіальна одиниця та орган місцевого самоврядування в П'ятихатському районі Дніпропетровської області. Адміністративний центр — місто П'ятихатки.

## Загальні відомості
- Територія ради: 507,9699 км²
- Населення ради: Чисельність населення станом на 01 січня 2021 року, всього 26322

## Населені пункти
Міській раді підпорядковані населені пункти:
- м. П'ятихатки

## Склад ради
Рада складається з 27 депутатів та голови.
- Голова ради: Ісаєв Гілал Міргасан огли
- Секретар ради: Івашина Олена Юріївна

### Керівний склад попередніх скликань
| Прізвище, ім'я, по батькові  | Основні відомості                                               | Дата обрання | Дата звільнення |
| ---------------------------- | --------------------------------------------------------------- | ------------ | --------------- |
| Мовчан Олег Миколайович      | Міський голова, 1966 року народження, безпартійний              | 26.03.2006   | 31.10.2010      |
| Демянчук Валентин Михайлович | Міський голова, 1961 року народження, освіта вища, безпартійний | 31.10.2010   |                 |
| Демянчук Валентин Михайлович | Міський голова, 1961 року народження, освіта вища, безпартійний | 31.10.2010   |                 |

Примітка: таблиця складена за даними сайту Верховної Ради України

### Депутати
За результатами місцевих виборів 2010 року депутатами ради стали:

#### За суб'єктами висування
| Суб'єкт висування                                       | Кількість обраних депутатів | %    |
| ------------------------------------------------------- | --------------------------- | ---- |
| Партія регіонів                                         | 16                          | 53,3 |
| Політична партія «Сильна Україна»                       | 5                           | 16,7 |
| Політична партія Всеукраїнське об'єднання «Батьківщина» | 4                           | 13,3 |
| Народна партія                                          | 3                           | 10   |
| Комуністична партія України                             | 2                           | 6,7  |

#### За округами
| № округу                                                | Прізвище, ім'я, по батькові      | Дата визнання обраним | Освіта  | Партійна приналежність                        | Відомості про обраного депутата                                                                                       |
| ------------------------------------------------------- | -------------------------------- | --------------------- | ------- | --------------------------------------------- | --- |
| Комуністична партія України                             |                                  |                       |         |                                               | |
| б/м                                                     | Пінчук Анатолій Олександрович    | 03.11.2010            | вища    | член Комуністичної партії України             | пенсіонер |
| б/м                                                     | Ткачук Сергій Володимирович      | 03.11.2010            | вища    | член Комуністичної партії України             | Телестудія «Взгляд», оператор                                                                                         |
| Народна Партія                                          |                                  |                       |         |                                               | |
| б/м                                                     | Саєнко Олександр Петрович        | 03.11.2010            | вища    | член Народної партії                          | ТОВ «П'ятихатський зернопром», начальник виробництва                                                                  |
| 3                                                       | Поліщук Любов Васильович         | 31.10.2010            | вища    | позапартійний                                 | П'ятихатська загальноосвітня школа № 2, вчитель англійської мови                                                      |
| 4                                                       | Мальшакова Наталія Миколаївна    | 31.10.2010            | вища    | член Народної партії                          | приватне підприємство «Уют», директор                                                                                 |
| Партія регіонів                                         |                                  |                       |         |                                               | |
| б/м                                                     | Плахотня Наталія Олександрівна   | 03.11.2010            | вища    | член Партії регіонів                          | П'ятихатська міська рада, секретар                                                                                    |
| б/м                                                     | Полова Вікторія Іванівна         | 03.11.2010            | вища    | член Партії регіонів                          | П'ятихатський до шкільний навчальний заклад № 3 «Малятко», завідувачка                                                |
| б/м                                                     | Руденко Сергій Васильович        | 03.11.2010            | вища    | член Партії регіонів                          | П'ятихатська районна державна Адміністрація, начальник відділу                                                        |
| б/м                                                     | Демянчук Валентин Михайлович     | 03.11.2010            | вища    | член Партії регіонів                          | П'ятихатська районна державна Адміністрація, начальник відділу з питань надзвичайних ситуацій                         |
| б/м                                                     | Мороз Валерій Анатолійович       | 03.11.2010            | вища    | член Партії регіонів                          | «П'ятихатськи тепломережа», директор                                                                                  |
| б/м                                                     | Давиденко Інна Віталіївна        | 03.11.2010            | вища    | член Партії регіонів                          | П'ятихатська районна державна Адміністрація, керуюча апаратом                                                         |
| б/м                                                     | Шрамко Микола Миколайович        | 03.11.2010            | середня | член Партії регіонів                          | приватний підприємець                                                                                                 |
| 1                                                       | Бондаренко Володимир Васильович  | 31.10.2010            | вища    | член Партії регіонів                          | П'ятихатська районна державна адміністрація, начальник відділу регіонального розвитку і містобудування та архітектури |
| 2                                                       | Лесняк Любов Федорівна           | 31.10.2010            | вища    | член Партії регіонів                          | приватний підприємець                                                                                                 |
| 7                                                       | Лисяк Віра Тимофіївна            | 31.10.2010            | вища    | член Партії регіонів                          | П'ятихатська районна держава насінева інспекція, начальник                                                            |
| 8                                                       | Буряк Ігор Володимирович         | 31.10.2010            | вища    | член Партії регіонів                          | П'ятихатська загальноосвітня школа I-III ст. № 2, директор                                                            |
| 9                                                       | Романюха Сергій Григорович       | 31.10.2010            | вища    | член Партії регіонів                          | П'ятихатська ЦРЛ, лікар                                                                                               |
| 10                                                      | Ткач Віктор Семенович            | 31.10.2010            | вища    | член Партії регіонів                          | П'ятихатська районна рада, начальник відділу Держкомзему у П'ятихатському районі                                      |
| 11                                                      | Кіцела Наталія Миколаївна        | 31.10.2010            | вища    | член Партії регіонів                          | П'ятихатський територіальний центр по обслуговуванню пенсіонерів, директор                                            |
| 12                                                      | Єрмак Сергій Миколайович         | 31.10.2010            | вища    | член Партії регіонів                          | станція П'ятихатки, інженер                                                                                           |
| 15                                                      | Автухович Світлана Геннадіївна   | 31.10.2010            | вища    | член Партії регіонів                          | П'ятихатська районна адміністрація, начальник управління праці та соціального захисту населення                       |
| Політична партія Всеукраїнське об'єднання «Батьківщина» |                                  |                       |         |                                               | |
| б/м                                                     | Літвінов Микола Миколайович      | 03.11.2010            | вища    | член Всеукраїнського об'єднання «Батьківщина» | Міністерство оборони України, юрист                                                                                   |
| б/м                                                     | Клименко Олена Вікторівна        | 03.11.2010            | вища    | член Всеукраїнського об'єднання «Батьківщина» | приватний підприємець                                                                                                 |
| б/м                                                     | Шмалько Олена Юріївна            | 03.11.2010            | середня | член Всеукраїнського об'єднання «Батьківщина» | тимчасово не працює                                                                                                   |
| 13                                                      | Подобрий Олександр Костянтинович | 31.10.2010            | вища    | член Всеукраїнського об'єднання «Батьківщина» | ТОВ «Телестудія Взгляд», директор                                                                                     |
| Політична партія «Сильна Україна»                       |                                  |                       |         |                                               | |
| б/м                                                     | Іволга Віра Віталіївна           | 03.11.2010            | вища    | член Політичної партії «Сильна Україна»       | фермерське господарство «Дебют», голова                                                                               |
| б/м                                                     | Діхтяр Іван В'ячеславович        | 03.11.2010            | вища    | член Політичної партії «Сильна Україна»       | ТОВ"ДніпроТрактор", фізична особа підприємиць                                                                         |
| 5                                                       | Малоок Руслан Володимирівна      | 31.10.2010            | вища    | член Політичної партії «Сильна Україна»       | приватний підприємець                                                                                                 |
| 6                                                       | Бабіч Ольга Мирославівна         | 31.10.2010            | вища    | член Політичної партії «Сильна Україна»       | СШ № 1, вчитель |
| 14                                                      | Попова Юлія Юріївна              | 31.10.2010            | вища    | член Політичної партії «Сильна Україна»       | П'ятихатська загальноосвітня школа № 3, вчитель                                                                       |